# Britânia SC
Der Britânia Sport Club war ein Fußballclub aus Curitiba, der Hauptstadt des brasilianischen Bundesstaates Paraná. Der Verein ging am 19. November 1914 aus einem Zusammenschluss von „Tigern“ und „Löwen“, dem Leão FC und dem Tigre FC, hervor. Britânia wurde als Hommage nach dem Ursprungsland des modernen Fußballs benannt. Der Club war der erfolgreichste des Bundesstaates zu Anfang des 20. Jahrhunderts und bis 1942 Rekordmeister.
1971 vereinigte sich der Club mit CA Ferroviário und Palestra Itália FC, selbst beide hochrenommierte Institutionen des Fußballs von Paraná, zum Colorado EC. Der Colorado EC vereinigte sich wiederum 1989 mit dem EC Pinheiros um den Paraná Clube zu formen, der bis 2006 selbst sieben weitere Staatsmeisterschaften errang und damit den Ruhm der Gründerväter von Britânia in ein neues Jahrtausend trug.
Britânia trug seine Heimspiele zuletzt im Estádio Paula Soares Neto im Viertel Jardim Guabiratuba aus, welches rund 4.000 Zuseher fasste. Das 1943 mit einem Spiel gegen Avaí FC – es ging mit 1:4 verloren – eröffnete Stadion wurde 1998 abgerissen.

## Historische Erfolge
Bei der erst zweiten Staatsmeisterschaft von Paraná 1916 verlor Britânia noch im Finale als Vertreter der Associação Sportiva Paranaense (ASP) gegen den 1909 gegründeten Coritiba FC, der die Liga Sportiva Paranaense repräsentierte. Das Finale fand erst im Januar 1917 statt und Coritiba gewann mit 2:1. Der spanische Mittelfeldspieler Joaquim Martin von Britânia war der beste Torschütze der ASP mit beachtlichen 14 Treffern in 12 Spielen.
1918 wurde Britânia zum ersten Mal Staatsmeister im Turnier das nunmehr für alle durch die ASP ausgerichtet wurde. Torjäger Joaquim Martin leistete erneut einen entscheidenden Beitrag und schoss 17 Tore in den 10 Spielen der Meisterschaftsrunde – die Hälfte aller Tore von Britânia. Bis 1923 folgten noch sechs weitere Titel. Diese Serie von sechs Meisterschaften in Folge konnte bislang nur in den 1970er Jahren vom Coritiba FC eingestellt werden. 1928 folgte die siebte und letzte Meisterschaft des großen Pioniervereines.

## Erfolge
- Staatsmeisterschaft von Paraná: (7×) 1918, 1919, 1920, 1921, 1922, 1923, 1928
- Torneio Início: 1919, 1923, 1926, 1928, 1933, 1959, 1961

Weitere Erfolge:
- Torneio do Centenário: 1922
- Taça dos Presidentes: 1932

## Torschützenkönige von Britânia bei der Staatsmeisterschaft von Paraná
- 1928: 06 Tore – Flavio Marinoni
- 1923: 21 Tore – Faéco
- 1922: 25 Tore – Joaquim Martin
- 1921: 17 Tore – Joaquim Martin
- 1920: 09 Tore – Joaquim
- 1919: 07 Tore – Joaquim
- 1916: 14 Tore – Joaquim Martin
- 1918: 17 Tore – Joaquim Martin

Quelle: Federação Paranaense de Futebol